# Bellefontaine (Jura)
 Bellefontaine  es una comuna y población de Francia, en la región de Franco Condado, departamento de Jura, en el distrito de Saint-Claude y cantón de Morez.
Su población en el censo de 1999 era de 453 habitantes.
No está integrada en ninguna Communauté de communes u organismo similar.

## Demografía
| 237 | 227 | 255 | 314 | 422 | 453 |
| Para los censos de 1962 a 1999 la población legal corresponde a la población sin duplicidades (Fuente: INSEE [Consultar]) |     |     |     |     |     |